# Ewangelia Tomasza

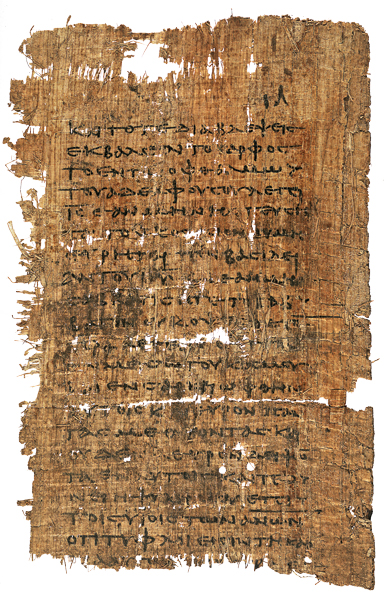
P. Oxy. 1, grecki fragment z początku III wieku

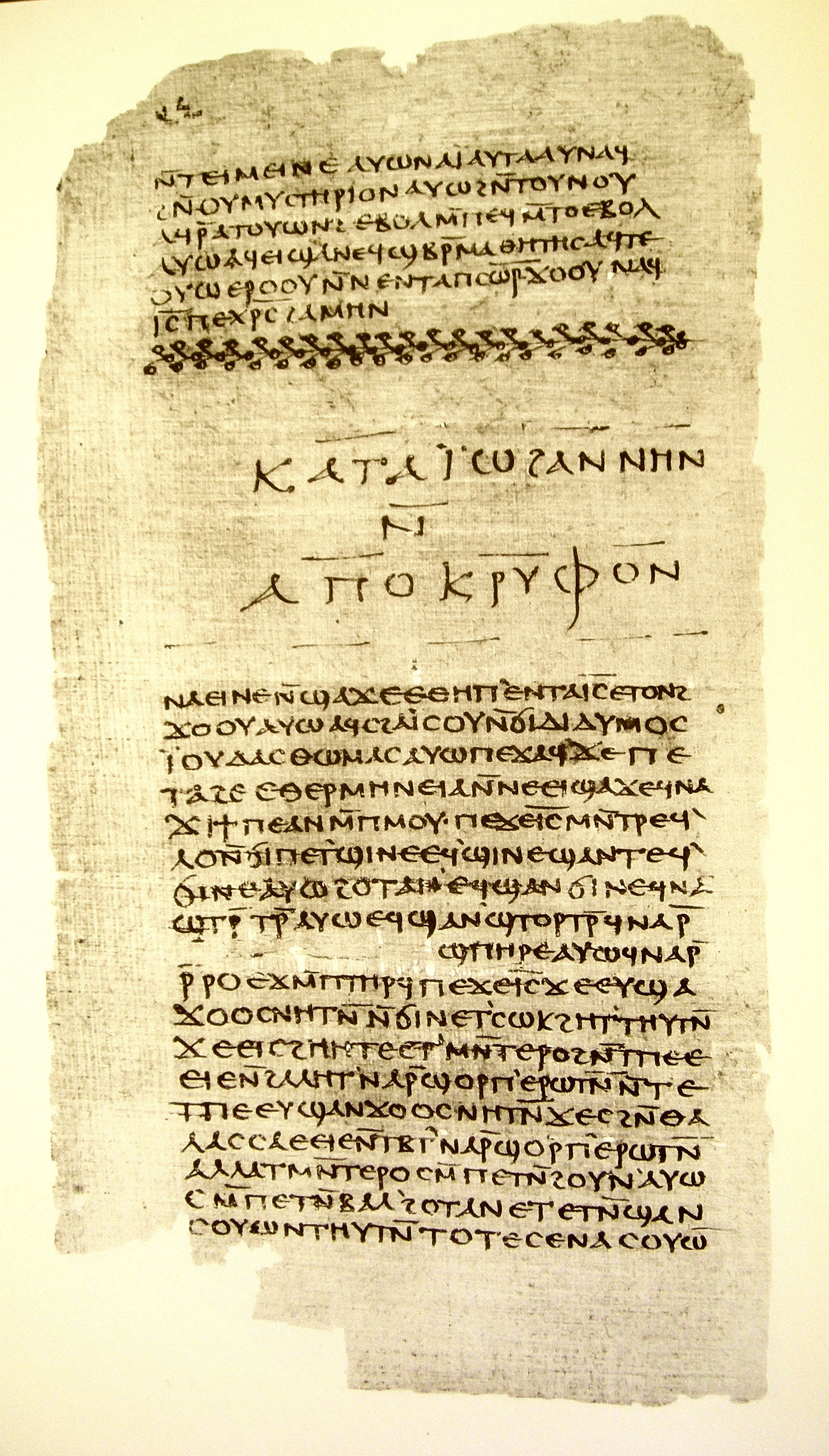
Nag Hammadi Codex II, folio 32, początek Ewangelii Tomasza

Ewangelia Tomasza (kopt. p.euaggelion p.kata Thomas) – starożytne pismo zaliczane do apokryfów Nowego Testamentu, powstałe prawdopodobnie przed końcem II wieku n.e. i znane dziś przede wszystkim w przekładzie na dialekt saidzki języka koptyjskiego. Tekst grecki zachował się we fragmentach; wskazuje się, że językiem oryginału mógł być syryjski. Dzieło znane było starożytnym Ojcom Kościoła, zaginęło, lecz zostało odnalezione w 1945.
Tekst apokryfu zawiera 114 powiedzeń (logiów) Jezusa Chrystusa, które miał zapisać Tomasz Apostoł. Znaczna ich część ma swoje odpowiedniki w Ewangeliach kanonicznych. Jest jednym z najważniejszych apokryfów, bywa nazywany piątą Ewangelią. Datowanie, pochodzenie, jak i struktura apokryfu nie zostały jeszcze całkowicie wyjaśnione.
Od wspomnianego dokumentu należy odróżnić inny IV-wieczny apokryf, Ewangelię Dzieciństwa Tomasza, która opisuje dziecięce lata Jezusa.

## Rękopisy
W roku 1897 Grenfell oraz Hunt odkryli pierwszy fragment apokryfu w języku greckim (P. Oxy. 1). Zauważyli, że fragment ten zawiera Logia Jezusa i wyrazili przypuszczenie, że oryginalny rękopis zawierał kolekcję mów Jezusa, które były niezależne od czterech Ewangelii kanonicznych w ich obecnej, znanej nam formie. Owe logia zaklasyfikowali do pism nieheretyckich i sądzili, że ich zbiór powstał przed rokiem 140. Odkrywcy zauważyli pewne paralele w dziełach Klemensa Aleksandryjskiego.
Grenfell i Hunt odkryli nieco później – dokładna data nieznana – również dwa inne greckie fragmenty tej ewangelii (P. Oxy. 654, P. Oxy. 655), oba pochodzące z III wieku. Teksty tych fragmentów opublikowali w roku 1904. Odkrywcy zauważyli pewne podobieństwa wszystkich trzech fragmentów, ale co do wspólnego pochodzenia fragmentów nie mieli pewności. Wyrazili jedynie przypuszczenie, że P. Oxy. 654 może pochodzić z Ewangelii Tomasza lub Ewangelii Filipa. P. Oxy. 655 uznali za niekanoniczną ewangelię, podobną do Synoptyków, zwłaszcza do Ewangelii Łukasza. Harnack uznał go za fragment Ewangelii Egipcjan. Odkrywcy zauważyli pewne podobieństwa zachodzące między P. Oxy. 654 a P. Oxy. 655.
Do połowy XX wieku znane były jedynie fragmenty greckiej wersji tego tekstu. Ewangelia Tomasza jest jednym z tekstów odkrytych w 1945 roku w Nag Hammadi w zbiorze trzynastu koptyjskich kodeksów papirusowych. Rękopis nosi numer II (Nag Hammadi Codex II) i jest przechowywany w Kairze, w dziale rękopisów Muzeum Koptyjskiego (Coptic Museum, Department of Manuscripts) Inv. 10544). Zawiera siedem dzieł literackich, Ewangelia Tomasza jest jego drugim dziełem). Spisana została w dialekcie saidzkim, jakkolwiek zawiera szereg nieregularności językowych, które wskazują na wpływy dialektu subachmimskiego. Jest to jedyny zachowany rękopis z pełnym tekstem apokryfu. Opublikowany został w roku 1959.
Odkryto ponadto dwa inne koptyjskie rękopisy CG XIII (dokładny odpowiednik dla CG II) oraz Or. 4926 (dialekt subachmimski). Oba zawierają logion 5 i zachowały się we fragmentarycznym stanie.
Tekst koptyjski nie zawsze jest zgodny z greckimi fragmentami (znalezionymi w Oxyrhynchus), największą różnicą jest umieszczenie partii 30 logionu według greckiego tekstu na końcu 77 logionu w tekście koptyjskim. Zachodzą też znaczące różnice pomiędzy tekstem koptyjskim a cytatami Hipolita. Według Nikefora z IX wieku Ewangelia Tomasza ma 1300 stychów, co jest zbyt dużą liczbą na znaną nam wersję tej ewangelii. Oznacza to, że Ewangelia Tomasza występowała w kilku formach i poddana została więcej niż jednej redakcji.

## Autorstwo i czas powstania

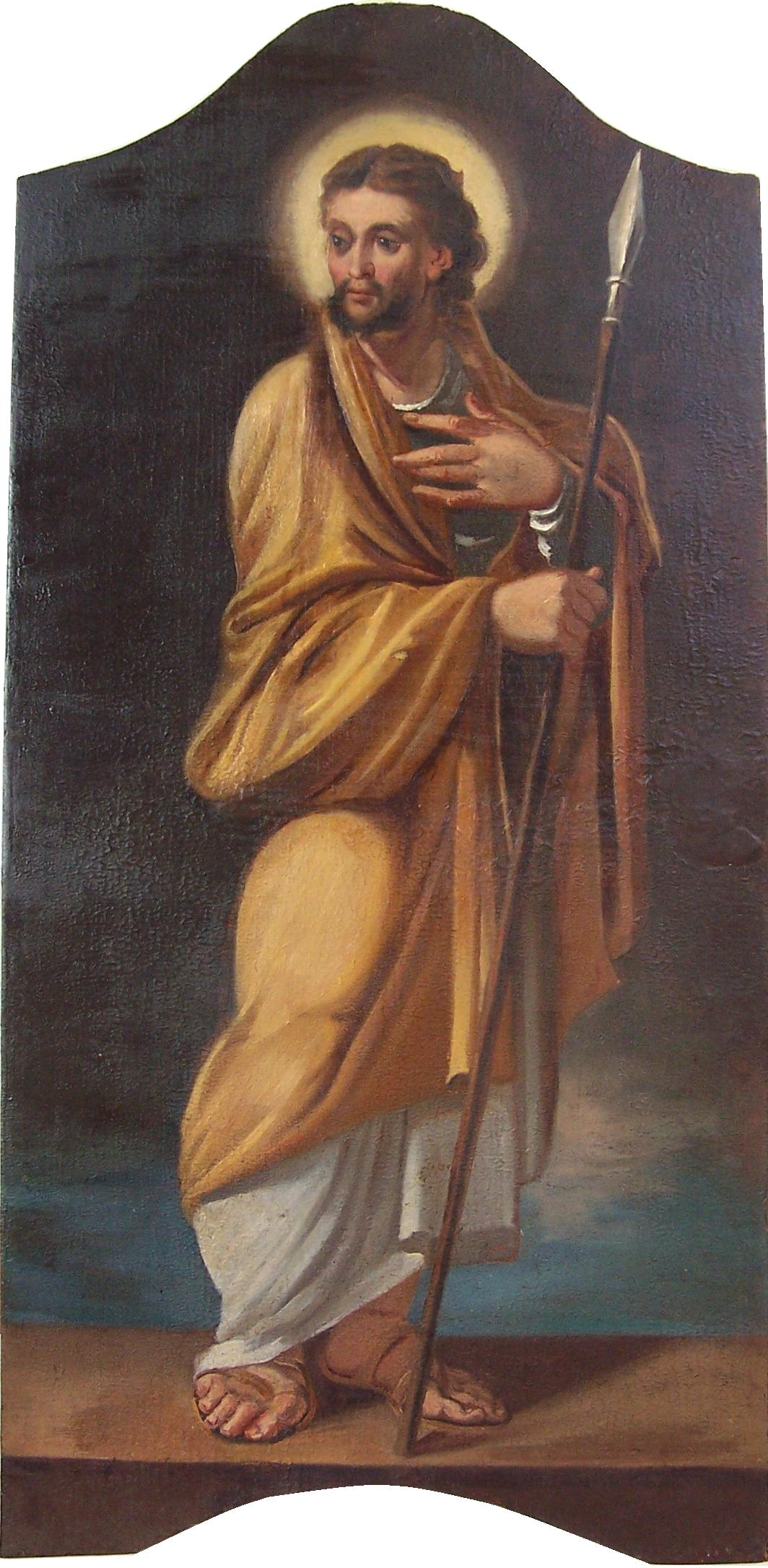
Apostoł Tomasz

Według samego utworu jego autorem jest apostoł Tomasz Didymus wspomniany też kilkakrotnie w Ewangelii Jana.
To są tajemne słowa, które Jezus żywy wypowiedział, a zapisał je Didymus Juda Tomasz (Ewangelia Tomasza 32,10).
Najbardziej prawdopodobnym miejscem powstania apokryfu jest Syria.
Greckie rękopisy P. Oxy. 1 i P. Oxy. 654 pochodzą z początku III wieku i wskazują, że tekst grecki istniał w końcu II wieku. Najstarszy koptyjski rękopis pochodzi z I poł. IV wieku.
Początkowo sądzono, że utwór został napisany w języku greckim, a w III wieku n.e. dokonano jego tłumaczenia na język koptyjski. Z czasem jednak zwrócono uwagę na liczne semityzmy i syriacyzmy, dlatego badacze dopuszczają możliwość, że pierwotnym językiem był syryjski (przynajmniej dla niektórych partii). Według De Conick 48 logionów (tj. 42%), zawiera substrat semicki. Craig A. Evans wskazał, że 54 logion bardziej przypomina syryjski przekład Mt 5,3 bądź Łk 6,20 niż ich greckie oryginały .
Myślano dawniej, że utwór powstał w II wieku, w środowisku gnostyckim, w wyniku dwóch redakcji, pierwsza miała miejsce przed rokiem 140, druga w końcu II wieku w Syrii. Luźne logia, z których został skomponowany utwór, istniały wcześniej, przekazywane ustnie i zapisywane w różnej kolejności, czego potwierdzeniem są fragmenty greckie odnalezione w Oksyrynchos (stosują inną kolejność).
Po publikacjach Helmuta Koestera (1957, 1968, 1971) powoli zaczął dochodzić do głosu pogląd, że niektóre partie dzieła pochodzą z połowy I wieku. Pogląd zwyciężał powoli, ponieważ przeciwstawiano mu jako kontrargument wpływy gnostyckie. Znaczna część logionów ma charakter bardziej pierwotny od Ewangelii kanonicznych, wyglądają na współczesne dla źródła Q i są od niego niezależne (brak charakterystycznych dla Q zapowiedzi powtórnego przyjścia Syna człowieczego) . Logiony te zostały przeredagowane w II wieku w duchu wczesnognostyckim.
Ewangelia Tomasza powstała w dwóch redakcjach (stąd powtórzenia), pierwsza została dokonana w I poł. II wieku, druga ok. 170 roku. Badacze wskazują, że niektóre partie apokryfu mogą pochodzić z końca I wieku, natomiast inne jej teksty (np. logion 68) nie mogły powstać przed powstaniem Bar Kochby. Ewangelia cytowana jest przez Hipolita i Orygenesa. Według Harnacka Ireneusz znał Ewangelię Tomasza. Przyjmuje się, że koniec II wieku to terminus ante quem. Helmut Koester twierdził, że tradycje zawarte w ewangelii pochodzą nawet z połowy I wieku i niejednokrotnie mają bardziej pierwotny charakter niż w Ewangeliach kanonicznych, jednak zostały później zredagowane przez gnostyckiego redaktora.
Według części badaczy niektóre partie apokryfu mają bardziej pierwotny charakter niż ich odpowiedniki w Ewangeliach kanonicznych. Stephen J. Patterson jako przykład podaje przypowieść O dzierżawcach winnicy (logion 65–66), opisaną przez wszystkich trzech synoptyków, w Ewangelii Tomasza zachowuje najbardziej pierwotny charakter. W Ewangelii Marka przypowieść ta nosi już cechy alegoryczne, których brak w Ewangelii Tomasza. John Dominic Crossan uważa (powołując się przy tym na innych badaczy), że Ewangelia składa się z dwóch warstw, pierwsza powstała w latach pięćdziesiątych I wieku, natomiast druga w latach sześćdziesiątych lub siedemdziesiątych I wieku. Według Crossana Ewangelia Tomasza jest niezależna od ewangelii kanonicznych  . Bart D. Ehrman, posługując się kryterium prostoty („w toku przekazywania tego typu treści ulegają zwykle wydłużeniu i wysubtelnieniu”), sugeruje że Ewangelia Tomasza przekazuje niektóre wypowiedzi Jezusa w formie starszej niż Ewangelie synoptyczne. Argumentuje to analizą porównawczą poszczególnych logionów z ich odpowiednikami w ewangeliach synoptycznych – logionu 8 z Mt 13,47-50, logionu 20 z Mk 4,30-32 oraz logionu 34 z Łk 6,39. Ponadto Ehrman uważa, że Ewangelia Tomasza jest niezależna od innych zachowanych tekstów źródłowych.
Według J.P. Meiera redaktor musiał znać Ewangelie kanoniczne, a użycie ich materiału w mniej więcej takich samych proporcjach jak w większości literatury chrześcijańskiej II wieku, potwierdza pogląd o wtórnym pochodzeniu tego apokryfu. Według niego dzieło jest bardzo ważnym świadectwem i źródłem informacji o wczesnym chrześcijańskim gnostycyzmie, ale nie może być traktowane jako niezależne źródło informacji o historycznym Jezusie.
Nicholas Perrin jest zwolennikiem późniejszego datowania i utrzymuje, że Tomasz jest zależny od Diatessaronu, który został skomponowany na krótko po 172 roku przez Tacjana w Syrii.

## Treść i teologia

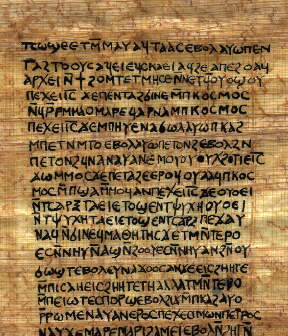
Nag Hammadi Codex II

Nazwa zbioru, „Ewangelia”, nie nawiązuje do formy literackiej ewangelii, a raczej do treści. Ewangelia Tomasza praktycznie nie zajmuje się męką, śmiercią i zmartwychwstaniem Chrystusa, co stanowczo odróżnia ją od ewangelii kanonicznych i zbliża do gnostycyzmu. Tematem ewangelii jest Królestwo Boże i uczniostwo Jezusa. Koptyjski przekład porównany z greckimi fragmentami redukuje częstotliwość występowania terminu „Królestwo Boże” i zamienia je na „Królestwo”, np. w logionie 27 (por. P. Oxy. 1) oraz w logionie 3 (por. P. Oxy. 654). Królestwo Boże uzyskuje inne znaczenie niż w źródle Q (zorientowane eschatologicznie) i jest najbliższe sposobowi, w jaki je postrzega Ewangelia Jana. W niektórych przypadkach koptyjski tłumacz mógł dokonywać modyfikacji w oparciu o tekst ewangelii kanonicznych .
Znaczna część logionów znajduje swoje odpowiedniki w Ewangeliach synoptycznych, ale również i w Ewangelii Jana (logiony 13, 19, 24, 38, 49, 92). Niektóre z logionów znajdują swoje odpowiedniki w apokryficznych ewangeliach, jak np. w Ewangelii Hebrajczyków oraz Ewangelii Egipcjan, jednak zależność Tomasza od pozakanonicznych ewangelii jest wysoce nieprawdopodobna . Zawiera około piętnastu przypowieści, z których jedenaście ma swoje odpowiedniki w Ewangeliach kanonicznych.
Jezus określany jest tytułami „Chrystus”, „Syn Boży”, „Pan”, „Syn człowieczy”. Chrystologia Ewangelii Tomasza nie reprezentuje tego poziomu co szczytowe punkty nowotestamentowej chrystologii, takie jak Flp 2,6–11 oraz J 1,1–18.
Ewangelia Tomasza zawiera wypowiedzi Jezusa z Nazaretu, z których prawie połowa przypomina wypowiedzi Jezusa zawarte w ewangeliach synoptycznych. Każda z wypowiedzi wprowadzana jest formułą: „I Jezus rzekł” (ΠЄϪЄ ІС ϪЄ).
Powiedział Jezus: Królestwo jest jak pasterz, który miał sto owiec. Jedna z nich zginęła, największa. On opuścił dziewięćdziesiąt dziewięć i szukał jednej aż znalazł. Utrudzony powiedział do owcy: Kocham ciebie więcej niż dziewięćdziesiąt dziewięć (logion 107).
Niektóre mają formę odpowiedzi na pytania uczniów Jezusa i zaczynają się od przytoczenia pytania. W ewangelii pojawiają się motywy panteistyczne i gnostyckie, takie jak zastrzeżenie tajemnicy tekstu (które nie mają miejsca w ewangeliach kanonicznych). Niektóre fragmenty nie znajdują się w ewangeliach synoptycznych, np.
„Szczęśliwy lew, którego zje człowiek. I lew stanie się człowiekiem. Przeklęty człowiek, którego zje lew. I człowiek stanie się lwem” (logion 7).
„Kto poznał świat, znalazł trupa, a kto znalazł trupa, świat nie jest go wart” (logion 80).
„Rzekł im Szymon Piotr: "Niech Mariham odejdzie od nas. Kobiety nie są godne życia". Rzekł Jezus: "Oto poprowadzę ją, aby uczynić ją mężczyzną, aby stała się sama duchem żywym, podobnym do was, mężczyzn. Każda kobieta, która uczyni siebie mężczyzną, wejdzie do królestwa niebios" (logion 114).
Ewangelia Tomasza zawiera szereg dubletów:
5,3 — 6,5–6
21,5–7 — 103
48 — 106
55 — 101
56 — 80
92,1 — 94,1
(6,1 + 14) — (104).
Ewangelia Tomasza nie jest typowym dziełem gnostyckim. Słowa Jezusa są wyrwane z ram historycznych i okoliczności towarzyszących życiu Jezusa (cuda, męka, zmartwychwstanie). Autor był bardziej kolekcjonerem niż redaktorem. Antropologia Ewangelii Tomasza opiera się na kluczowych terminach starożytnej filozofii greckiej (σῶμα, ciało i ψυχή, dusza). Ciało jest zapisywane w formie ⲥⲱⲙⲁ. Ewangelia nosi ślady platonizmu, przy czym zależność od platoników jest większa niż od Platona. Ciało przeciwstawiane jest duszy i traktowane jest jako grób duszy. Świat zestawia z ciałem. Ewangelia Tomasza jest zależna od tradycji platońskiej, prowadzi jednak raczej dialog z platonizmem, akceptując jedne jego idee, a odrzucając drugie.

## Znaczenie

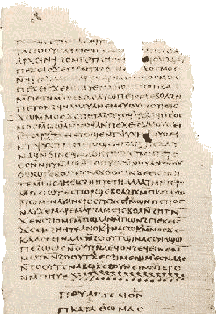
Nag Hammadi Codex II, ostatnia strona Ew. Tomasza

Odkrycie Ewangelii Tomasza wzmocniło hipotezę o istnieniu źródła Q, gdyż jej odkrycie udowodniło, iż we wczesnym chrześcijaństwie istniał gatunek ewangelii złożonej z samych powiedzeń (logiów) Jezusa, za jaki uważa się właśnie źródło Q. Odkrycie pokazało, że rekonstrukcja źródła Q jest przedsięwzięciem, które posiada naukowe podstawy. Dopuszcza się możliwość, że Ewangelia Tomasza mogła korzystać ze źródła Q.

## Ewangelia Tomasza w kulturze współczesnej
Apokryf ten występuje w filmie Stygmaty, gdzie został przedstawiony w sposób typowy dla spiskowej teorii dziejów. Zdaniem twórców filmu Kościół katolicki miał ukrywać jego treść, jako burzącą podstawy wiary. W kilku epizodach filmu cytowane są następujące słowa przypisywane Ewangelii Tomasza: „Jezus rzekł: Królestwo Boże jest w was i wokół was. Nie w domach z drewna i kamienia. Rozłup kawałek drewna, a będę tam, podnieś głaz, a znajdziesz mnie”. W rzeczywistości cytat jest kompilacją fragmentów z apokryfu 3 i 77, które nie zawierają słów „Nie w domach z drewna i kamienia” i brzmią trochę inaczej:

3 Rzekł Jezus: „Gdy wasi przywódcy powiedzą wam: „to królestwo jest w niebie, wtedy ptaki niebieskie będą pierwsze przed wami”. Gdy powiedzą wam, że ono jest w morzu, wtedy ryby będą pierwsze przed wami. Ale królestwo jest tym, co jest w was i tym, co jest poza wami. Skoro poznacie samych siebie, wtedy będziecie poznani i będziecie wiedzieć, że jesteście synami Ojca żywego. Jeśli zaś nie poznacie siebie, wtedy istniejecie w nędzy i sami jesteście nędzą”.

77 Rzekł Jezus: „Ja jestem światłością, która jest ponad wszystkimi. Ja jestem Pełnią, Pełnia wyszła ze mnie, Pełnia doszła do mnie. Rozłupcie drzewo, ja tam jestem. Podnieście kamień, a znajdziecie mnie tam”.

Ewangelia Tomasza wykorzystana została w książce Kod Leonarda da Vinci Dana Browna. Bart D. Ehrman zarzucił, że książka zawiera liczne błędy, także głupie wpadki, niepotrzebne z punktu widzenia fabuły. Według Ewangelii Tomasza Maria Magdalena nie jest ani żoną, ani kochanką Jezusa. Brown przemilczał kontrowersyjną tezę apokryfu, iż pierwiastek kobiecy musi przekształcić się w męski, aby uzyskać zbawienie.
Ewangelia Tomasza pojawia się również w książkach:
- Mapa Trzech Mędrców Jamesa Rollinsa[48]
- Dziedzictwo Templariuszy Steve'a Berry'ego
- Valis Philipa K. Dicka
- Twoja Nieśmiertelna Rzeczywistość Gary'ego R. Renarda